# Lammassaari (ö i Kuhmois, Isojärvi)
Lammassaari är en ö i Finland. Den ligger i sjön Isojärvi och i kommunen Kuhmois i den ekonomiska regionen  Jämsä  och landskapet Mellersta Finland, i den södra delen av landet, 170 km norr om huvudstaden Helsingfors. Öns area är 1,7 hektar och dess största längd är 250 meter i öst-västlig riktning.  Lammassaari hör till Isojärvi nationalpark.